# Hephaestion pallidicornis
Hephaestion pallidicornis är en skalbaggsart som beskrevs av Leon Fairmaire och Germain 1859. Hephaestion pallidicornis ingår i släktet Hephaestion och familjen långhorningar. Inga underarter finns listade i Catalogue of Life.